# کوستلتس (ناحیه ییهلاوا)
کوستلتس (به چکی: Kostelec) یک منطقهٔ مسکونی در جمهوری چک است که در ناحیه ییهلاوا واقع شده‌است. کوستلتس ۸٫۸۹ کیلومتر مربع مساحت و ۸۹۵ نفر جمعیت دارد و ۵۱۹ متر بالاتر از سطح دریا واقع شده‌است.